# Sir Sly
Sir Sly (переклад на укр. «Сер підступний») — американський інді-рок гурт, який заснований та живе в Лос-Анджелесі, штат Каліфорнія, США. Лідером колективу є вокаліст Лендон Джейкобс, якому в музичному супровіді допомагають інструменталісти Джейсон Сувіто та Гайден Коплен.

## Історія
Їхній дебютний сингл за назвою «Ghost» був презентований 4 березня 2013 року на лейблі «National Anthem». Наступний сингл за назвою «Gold», який вийшов 21 травня 2013, піднімався на 27 позицію американського чарту «Billboard Alternative Songs». Хлопці здобули світову популярність після того як у трейлері до відеогри «Assassin's Creed IV: Black Flag» був використаний їхній трек «Gold».
Реліз дебютного альбому гурту «You Haunt Me» відбувся 16 вересня 2014 року.
Другий альбом вийшов 30 червня 2017 року. Він отримав назву «Don't You Worry, Honey».

## Дискографія

### Студійні альбоми
| Назва                  | Деталі                                                                                        | Найвища позиція в чартах | Найвища позиція в чартах | Найвища позиція в чартах |
| Назва                  | Деталі                                                                                        | US                       | US Alt.                  | US Rock                  |
| ---------------------- | --------------------------------------------------------------------------------------------- | ------------------------ | ------------------------ | ------------------------ |
| You Haunt Me           | - Презентований: 16 вересня, 2014 (US) - Лейбл: Interscope - Формати: CD, LP, цифровий формат | 76                       | 14                       | 27                       |
| Don't You Worry, Honey | - Презентований: 30 червня, 2017 - Лейбл: Interscope - Формати: CD, LP, цифровий формат       | —                        | —                        | —                        |

### Мініальбоми
| Назва | Деталі                                                                               |
| ----- | ------------------------------------------------------------------------------------ |
| Gold  | - Презентований: 21 травня, 2013 (США) - Лейбл: Interscope - Формат: цифровий формат |

### Сингли
| Назва          | Рік  | Найвища позиція в чартах | Найвища позиція в чартах | Найвища позиція в чартах | Альбом                 |
| Назва          | Рік  | US Alt.                  | US Rock                  | CAN Rock                 | Альбом                 |
| -------------- | ---- | ------------------------ | ------------------------ | ------------------------ | ---------------------- |
| «Ghost»        | 2013 | —                        | —                        | —                        | Gold                   |
| «Gold»         | 2013 | 27                       | —                        | —                        | Gold                   |
| «Miracle»      | 2013 | —                        | —                        | —                        | позаальбомний сингл    |
| «You Haunt Me» | 2014 | —                        | —                        | —                        | You Haunt Me           |
| «Expectations» | 2016 | —                        | —                        | —                        | позаальбомний сингл    |
| «High»         | 2017 | 3                        | 18                       | 8                        | Don't You Worry, Honey |
| «Altar»        | 2017 | —                        | —                        | —                        | Don't You Worry, Honey |
| «Astronaut»    | 2017 | —                        | —                        | —                        | Don't You Worry, Honey |
| «&Run»         | 2017 | 3                        | 17                       | 27                       | Don't You Worry, Honey |
|                |      |                          |                          |                          |                        |